# 神戸市立稗田小学校
神戸市立稗田小学校（こうべしりつ ひえだしょうがっこう）は、兵庫県神戸市灘区岸地通4丁目に所在する公立小学校。

## 沿革
- 1921年（大正10年）4月1日 - 西灘第二尋常小学校として開校。（西灘第一尋常高等小学校より校区を分離）
- 1929年（昭和4年）4月1日 - 西灘村が神戸市に編入され、神戸市立西灘第二尋常小学校と改称。神戸市立西灘第三尋常小学校を校区分離。
- 1932年（昭和7年）4月1日 - 神戸市立稗田尋常小学校と改称。
- 1941年（昭和16年）4月1日 - 神戸市稗田国民学校と改称。
- 1947年（昭和22年）4月1日 - 神戸市立稗田小学校と改称。
- 1970年（昭和45年）4月1日 - 神戸市立灘小学校開校に伴う校区分離。
- 1975年（昭和50年）9月 - きこえとことばの教室の開設。
- 1995年（平成7年）1月17日 - 阪神・淡路大震災発生。避難所を開設。児童2名が犠牲となる。
- 2020年  (令和二年)  パソコンが児童全員に配られた。

## 通学区域
校区・進学先中学校は以下の通り。
- 神戸市立原田中学校
  - 灘北通1 - 6丁目、泉通1 - 6丁目、大内通1 - 6丁目、岸地通1 - 5丁目、水道筋1・3丁目[2]
- 神戸市立上野中学校
  - 倉石通1 - 6丁目、篠原南町5丁目(8・9番)・6 - 7丁目、水道筋1 - 6丁目[2]、中原通1 - 4丁目

## 周辺
- 水道筋商店街
- ハローワーク灘
- 灘警察署
- 神戸市立灘区民ホール

## 交通
- 阪急神戸本線王子公園駅より南東400m
- 神戸市バス 90・92・100・102系統「水道筋6丁目」より

## 通学区域が隣接している学校
- 神戸市立摩耶小学校
- 神戸市立福住小学校
- 神戸市立西灘小学校
- 神戸市立灘小学校
- 神戸市立六甲小学校